# Kim Han-min
Kim Han-min (nascut el 5 de novembre de 1969) és un director de cinema i guionista de Corea del Sud. Va dirigir els llargmetratges Paradise Murdered (2007), Handphone (2009), War of the Arrows (2011), i The Admiral: Roaring Currents (2014).

## Carrera
Després de graduar-se a l'Escola de Postgrau d'Arts Cinematogràfiques de la Universitat Dongguk, Kim Han-min va guanyar elogis per dos dels seus curtmetratges: Sunflower Blues que es va projectar al Fesetival Internacional de Cinema Fantàstic de Bucheon així com el New York Independent Film Festival; i Three Hungry Brothers que va rebre premis al Festival de Cinema de Gènere Mise-en-Scene, al Festival Internacional de Curtmetratges d'Asia i al Festival de Cinema Digital de Seül.
El 2007 va fer el seu debut com a director amb el thriller de misteri Paradise Murdered protagonitzat per Park Hae-il, Park Sol-mi i Sung Ji-ru. Un relat de ficció d'un assassinat que va tenir lloc en una illa aïllada als anys vuitanta amb horrors racionals i irracionals, la pel·lícula va vendre més de 2 milions d'entrades a tot el país. En el seu segon llargmetratge, Kim va canviar el seu escenari a la gran ciutat, amb el thriller de xantatge Handphone (2009) que gira al voltant del maquinari essencial de cada urbanita, el telèfon mòbil. Protagonitzada per Uhm Tae-woong i Park Yong-woo, no va aconseguir els èxits comercials i de crítica de la seva primera pel·lícula. Ambientada durant la segona invasió manxú de 1636, la tercera pel·lícula de Kim War of the Arrows (2011) combinava seqüències de combat ben coreografiades i efectes especials, ritme ràpid, una trama tensa i l'emoció de la persecució per explicar la història d'un mestre arquer i la seva recerca per rescatar la seva germana dels soldats de la dinastia Qing. La pel·lícula d'acció d'època va atreure inesperadament una audiència de 7,46 milions, la qual cosa la va convertir en la pel·lícula coreana més taquillera del 2011. ITambé va guanyar el reconeixement als Grand Bell Awards i als Blue Dragon Film Awards, sobretot pels seus actors principals. Park Hae-il, Ryu Seung-ryong i Moon Chae-won.
El seguiment de Kim el 2014 va ser una altra èpica d'època, Battle of Myeongryang, Whirlwind Sea (publicada internacionalment com The Admiral: Roaring Currents), que representava la llegendària batalla naval entre 12 vaixells de l'armada coreana liderats per la figura militar més admirada de Corea, el general Yi Sun-sin (interpretat per Choi Min-sik), i 330 vaixells invasores japonesos, que finalment foren derrotats. Donada la disparitat de nombres, la batalla es considera una de les victòries més notables de Yi. Es va convertir en la pel·lícula amb més èxit de tots els temps de la història de la taquilla de Corea del Sud, la primera que va assolir els 15 milions d'entrades i la primera pel·lícula local que va guanyar. més de 100 milions de dòlars estatunidencs.
Per commemorar el 407è aniversari del naixement de Yi el 2015, Kim i Jung Se-kyu van codirigir Roaring Currents: The Road of the Admiral, un documental preqüela de The Admiral: Roaring Currents  en què els membres del repartiment de la pel·lícula del 2014 van recórrer el camí de 450 quilòmetres que va recórrer l'almirall en preparació per a la batalla de Myeongnyang, basant-se en el diari de guerra que va escriure Yi.
A partir de la pel·lícula del 2014, The Admiral: Roaring Currents, Kim va crear la trilogia Yi Sun-sin, basada en tres grans batalles navals liderades per l'almirall Yi Sun-sin. Park Hae-il va retratar l'almirall Yi a la pel·lícula Hansan: Rising Dragon, basat en la batalla de l'illa de Hansan que va tenir lloc 5 anys abans de la Batalla de Myeongnyang representada a The Admiral, es va estrenar el 2022. Park Hae-il va interpretar l'almirall Yi a la pel·lícula.

## Filmografia

### Llargmetratges
| Any  | Pel·lícula                                | Acreditat com a | Acreditat com a | Acreditat com a | Notes                     |
| Any  | Pel·lícula                                | Director        | Guionista       | Productor       | Notes                     |
| ---- | ----------------------------------------- | --------------- | --------------- | --------------- | ------------------------- |
| 2007 | Paradise Murdered                         | Sí              | Sí              | No              |                           |
| 2009 | Handphone                                 | Sí              | Sí              | No              | also script editor, actor |
| 2011 | War of the Arrows                         | Sí              | Sí              | No              |                           |
| 2014 | The Admiral: Roaring Currents             | Sí              | Sí              | Sí              |                           |
| 2015 | The Hunt                                  | No              | Adaptació       | Sí              |                           |
| 2015 | Roaring Currents: The Road of the Admiral | Sí              | No              | Sí              | Documental                |
| 2019 | The Battle: Roar to Victory               | No              | Adaptació       | Sí              |                           |
| 2020 | Oh! My Gran                               | No              | Adaptació       | Sí              |                           |
| 2022 | Hansan: Rising Dragon                     | Sí              | Sí              | No              | també actor               |
| 2023 | Noryang: Deadly Sea                       | Sí              | Sí              | No              |                           |

### Curtmetratges
| Any  | Pel·lícula            | Acreditat com | Acreditat com | Acreditat com | Notes  |
| Any  | Pel·lícula            | Director      | Guionista     | Productor     | Notes  |
| ---- | --------------------- | ------------- | ------------- | ------------- | ------ |
| 1995 | A Painter Story       | Sí            | No            | No            |        |
| 1995 | Beyond...             | Sí            | No            | No            |        |
| 1997 | Sympathy              | Sí            | No            | No            |        |
| 1998 | Rush                  | Sí            | No            | No            |        |
| 1999 | Sunflower Blues       | Sí            | Sí            | No            | editor |
| 2003 | Three Hungry Brothers | Sí            | Sí            | No            | editor |
| 2007 | A Wintering           | No            | No            | No            | Actor  |

## Reconeixements
| Any  | Cerimònia de premi                                       | Categoria                                                    | Nominat / Obra                | Resultat  | Ref.                               |
| ---- | -------------------------------------------------------- | ------------------------------------------------------------ | ----------------------------- | --------- | ---------------------------------- |
| 2007 | 28ns Blue Dragon Film Awards                             | Millor nou director; Millor guió                             | Paradise Murdered             | Guanyador |                                    |
| 2007 | 28ns Blue Dragon Film Awards                             | Millor guió                                                  | Paradise Murdered             | Guanyador |                                    |
| 2011 | 48ns Grand Bell Awards                                   | Millor pel·lícula                                            | War of the Arrows             | Nominat   |                                    |
| 2011 | 32nd Blue Dragon Film Awards                             | Millor pel·lícula                                            | War of the Arrows             | Nominat   |                                    |
| 2011 | 32nd Blue Dragon Film Awards                             | Millor director                                              | War of the Arrows             | Nominat   |                                    |
| 2011 | 32nd Blue Dragon Film Awards                             | Premi del públic a la pel·lícula més popular                 | War of the Arrows             | Guanyador |                                    |
| 2014 | 23ns Buil Film Awards                                    | Millor pel·lícula                                            | The Admiral: Roaring Currents | Guanyador | [ 18 ]                             |
| 2014 | 23ns Buil Film Awards                                    | Millor director                                              | The Admiral: Roaring Currents | Nominat   | [ 18 ]                             |
| 2014 | 34ns Premis de l'Associació Coreana de Crítics de Cinema | Critics' Top 10                                              | The Admiral: Roaring Currents | Guanyador | [ 19 ]                             |
| 2014 | 51st Grand Bell Awards                                   | Millor pel·lícula                                            | The Admiral: Roaring Currents | Guanyador | [ 20 ] [ 21 ] [ 22 ] [ 23 ] [ 24 ] |
| 2014 | 51st Grand Bell Awards                                   | Millor director                                              | The Admiral: Roaring Currents | Nominat   | [ 20 ] [ 21 ] [ 22 ] [ 23 ] [ 24 ] |
| 2014 | 51st Grand Bell Awards                                   | Millor planificació                                          | The Admiral: Roaring Currents | Guanyador | [ 20 ] [ 21 ] [ 22 ] [ 23 ] [ 24 ] |
| 2014 | 35th Blue Dragon Film Awards                             | Millor pel·lícula                                            | The Admiral: Roaring Currents | Nominat   | [ 25 ] [ 26 ]                      |
| 2014 | 35th Blue Dragon Film Awards                             | Millor director                                              | The Admiral: Roaring Currents | Guanyador | [ 25 ] [ 26 ]                      |
| 2014 | 35th Blue Dragon Film Awards                             | Premi del públic a la pel·lícula més popular                 | The Admiral: Roaring Currents | Guanyador | [ 25 ] [ 26 ]                      |
| 2015 | 10ns Max Movie Awards                                    | Millor pel·lícula                                            | The Admiral: Roaring Currents | Guanyador |                                    |
| 2015 | 10ns Max Movie Awards                                    | Millor director                                              | The Admiral: Roaring Currents | Nominat   |                                    |
| 2015 | 10ns Max Movie Awards                                    | Millor tràiler                                               | The Admiral: Roaring Currents | Nominat   |                                    |
| 2015 | 10ns Max Movie Awards                                    | Millor poster                                                | The Admiral: Roaring Currents | Nominat   |                                    |
| 2015 | Chunsa Film Art Awards                                   | Millor director (Grand Prix)                                 | The Admiral: Roaring Currents | Nominat   | [ 27 ]                             |
| 2015 | 51ns Baeksang Arts Awards                                | Millor pel·lícula                                            | The Admiral: Roaring Currents | Nominat   |                                    |
| 2023 | 59ns Baeksang Arts Awards                                | Millor pel·lícula                                            | Hansan: Rising Dragon         | Nominat   | [ 28 ]                             |
| 2023 | 59ns Baeksang Arts Awards                                | Millor director                                              | Hansan: Rising Dragon         | Nominat   | [ 28 ]                             |
| 2022 | 43ns Blue Dragon Film Awards                             | Millor pel·lícula                                            | Hansan: Rising Dragon         | Nominat   | [ 29 ]                             |
| 2022 | 43ns Blue Dragon Film Awards                             | Millor guió                                                  | Hansan: Rising Dragon         | Nominat   | [ 29 ]                             |
| 2022 | Buil Film Awards                                         | Millor director                                              | Hansan: Rising Dragon         | Guanyador | [ 30 ]                             |
| 2022 | Buil Film Awards                                         | Millor pel·lícula                                            | Hansan: Rising Dragon         | Nominat   | [ 31 ]                             |
| 2022 | Chunsa Film Art Awards                                   | Millor guió                                                  | Hansan: Rising Dragon         | Guanyador | [ 32 ]                             |
| 2022 | Chunsa Film Art Awards                                   | Millor director                                              | Hansan: Rising Dragon         | Nominat   | [ 33 ]                             |
| 2023 | Director's Cut Awards                                    | Millor director                                              | Hansan: Rising Dragon         | Nominat   | [ 34 ]                             |
| 2022 | Grand Bell Awards                                        | Millor director                                              | Hansan: Rising Dragon         | Nominat   |                                    |
| 2022 | Grand Bell Awards                                        | Millor pel·lícula                                            | Hansan: Rising Dragon         | Nominat   | [ 35 ]                             |
| 2022 | Grand Bell Awards                                        | Millor guió                                                  | Hansan: Rising Dragon         | Nominat   | [ 35 ]                             |
| 2022 | Premis de l'Associació Coreana de Crítics de Cinema      | Associació Coreana de Cinema 10 seleccions de Kim Hyun-seung | Hansan: Rising Dragon         | Guanyador | [ 36 ]                             |
| 2024 | 60ns Baeksang Arts Awards                                | Millor pel·lícula                                            | Noryang: Deadly Sea           | Nominat   | [ 37 ]                             |
| 2024 | 60ns Baeksang Arts Awards                                | Millor director                                              | Noryang: Deadly Sea           | Nominat   | [ 37 ]                             |